# Обена-лез-Альп
Обена́-лез-Альп (фр. Aubenas-les-Alpes, окс. Aubenàs deis Aups) — коммуна во Франции, находится в регионе Прованс — Альпы — Лазурный Берег. Департамент коммуны — Альпы Верхнего Прованса. Входит в состав кантона Рейан. Округ коммуны — Форкалькье.
Код INSEE коммуны — 04012.

## Население
Население коммуны на 2008 год составляло 108 человек.
| 1962 | 1968 | 1975 | 1982 | 1990 | 1999 | 2008 |
| ---- | ---- | ---- | ---- | ---- | ---- | ---- |
| 44   | 38   | 50   | 59   | 51   | 62   | 108  |

## Экономика
В 2007 году среди 60 человек в трудоспособном возрасте (15—64 лет) 49 были экономически активными, 11 — неактивными (показатель активности — 81,7 %, в 1999 году было 63,4 %). Из 49 активных работали 43 человека (22 мужчины и 21 женщина), безработных было 6 (3 мужчин и 3 женщины). Среди 11 неактивных 2 человека были учениками или студентами, 6 — пенсионерами, 3 были неактивными по другим причинам.

## Достопримечательности
- Замок XVI века, построен на фундаменте XI века, своды нижнего этажа XIII века
- Церковь Успения Пресвятой Богородицы